# Рабодо (река)
Рабодо (фр. Rabodeau) — река во Франции, протекает по территории Гранд-Эста. Длина реки — 25 км, площадь её водосборного бассейна — 153 км². Средний расход воды — 3,5 м³/с.
Находится на северо-востоке страны. Берёт начало на горной вершине col de Prayé. Рабодо является одним из притоков реки Мёрт.
Рабодо — река с зимним паводком, с декабря по март включительно максимум в январе-феврале. Самый низкий уровень воды в реке летом, в период с июля по сентябрь включительно.
Имеет ряд небольших притоков. В реке Рабодо водится форель.